# Le Fils rejeté
Le Fils rejeté est un roman de fantasy écrit par Robin Hobb. Traduction française du premier tiers du livre original Forest Mage publié en 2006, il a été publié en français le 27 novembre 2007 aux éditions Pygmalion et constitue le troisième tome du cycle Le Soldat chamane.

## Résumé
Jamère Burvelle a réussi à vaincre la femme-arbre et par la-même est parvenu à revenir de la mort due à la peste ocellionne, ramenant avec lui sa cousine Épinie et son tout nouveau mari Spic. En fin de convalescence, Jamère, ayant repris l'intégralité de ses moyens physiques et ayant même gagné pas mal d'embonpoint, se rend chez ses parents grâce à un congé exceptionnel en raison du mariage de son frère aîné, Posse. En chemin, il se rend sur le site du Fuseau-qui-danse, un artefact qui semble être à la base de la magie des plaines. Par un enchaînement d'actions malheureuses mais qui semblent inéluctables, Jamère neutralise cet objet et la magie du peule kidona s'en trouve alors annihilée.
À son arrivée dans le domaine de ses parents, Jamère est accueilli par la fureur de son père ainsi que de ses frères et sœurs au regard de son embonpoint. Mis au « régime sec » et contraint d'effectuer des travaux la journée durant, il n'a de cesse de défendre sa cause auprès de son père, arguant que son régime alimentaire n'a aucune répercussion sur son physique. Mais nul ne le croit et la tension est vive au sein de la famille Burvelle quand s'ouvrent les festivités du mariage de son frère aîné. Carsina Grenaltère, dont le mariage avec Jamère semble probable dans les années à venir, est tout aussi outrée par sa nouvelle apparence et les deux jeunes gens se disputent à plusieurs reprises.
Quelques jours plus tard, une lettre provenant du médecin de l'école militaire scelle le destin de Jamère : il est réformé pour cause de séquelles physiques irréversibles dues à la peste ocellionne. Enfermé dans sa chambre par son père pour être sûr de ce qu'il mange, Jamère est peu à peu laissé à l'abandon malgré ses cris et ses appels. Proche de la mort, il est finalement délivré par un employé de ses parents et découvre que la peste ocellionne a frappé durement puisque son frère aîné, sa mère et la plus âgée de ses sœurs sont mortes ainsi que quasiment tous les employés, tandis que son père est atteint psychologiquement par la perte de sa famille. Jamère et Yaril, sa plus jeune sœur, remettent alors tant bien que mal leur père sur pied mais ne s'attirent ainsi que son dédain et sa rancœur. Renié par son père, Jamère les quitte alors pour tenter de trouver une garnison dans laquelle il pourrait s'engager comme simple soldat.